# Железничка станица Баку
Железничка станица Баку (азер. Bakı Dəmir Yolu Vağzalı) је главна станица у Бакуу, главном граду Азербејџана. Налази се у делу Несими у центру Бакуа, отприлике 3 км североисточно од историјског језгра града.
Станица је пјешачким тунелом спојена са сусједном метро станицом 28 мај. Такође је и терминал за приградску жељезницу у Бакуу.

## Историја
Прва станица изграђена је 1880. год, приликом отварања пруге Баку-Тбилиси, у Маурском стилу.
Године 1926, други комплекс жељезничке станице, Сабунчу станица, изграђен је за потребе електрифициране пруге Баку–Сабунчу. Архитектура и друге станице била је у Маурском стилу.
Године 1967, Сабунчу станица спојена је пјешачким тунелом метро станицом 28 мај.
Године 1977, станица је темељно реконструисана, којом приликом је изграђена и нова зграда станица поред сусједне и старе Сабунчу станице.
Нова реконструкција поново је обављена током 2017.

## Галерија
- Жељезничка станица на поштанској марки, 1910
- Реновирана станица, 2017
- Покретне степенице према станици метроа, 2017
- Електрична локомотива AZ4A-0002, 2019